# Triveneto
A Triveneto [triˈvɛːneto] vagy Tre Venezie [ˈtre vveˈnɛttsje], velencei nyelven Tre Venesie / Trivèneto, németül: Venetien, Itália egyik összetett földrajzi-történelmi régiója. Három, eltérő történelmi örökséget hordozó terület, Venezia Euganea, Venezia Giulia és Venezia Tridentina összességét nevezik így, melyek kisebb-nagyobb módosításokkal a modern Olaszország három közigazgatási régiójának (Veneto, Friuli-Venezia Giulia és Trentino-Alto Adige) területét alkotják.

## Elnevezései
A területek nevének közös eleme, „Venezia” az ókori Római Birodalom X. régiójának (Regio X Venetia et Histria) latin nyelvű nevéből származik, melyben „Venetia” (olaszul „Venezia”) a venétek földjét, „Histria” (Istria) az Isztriai-félszigetet jelenti.
Ezt a földrajzi-történelmi-kulturális területet gyakran nevezik Északkelet-Itáliának (Italia nord-orientale) vagy egyszerűen Északkeletnek (Nord-est). Ezt a fogalmat gyakran összetévesztik az (olaszul) azonosan hangzó Északkelet-Olaszország (Italia nord-orientale vagy Nord-Est) nevű statisztikai Európa-régióval. Ez a modern európai nagyrégió azonban magába foglalja a fent leírt olasz közigazgatási régiókon kívül egész Emilia-Romagna régiót is.
A „Tre Venezie” (vagy „Triveneto”) elnevezés hagyományos (igényfenntartó) értelemben azt a történelmi földrajzi régiót jelöli, amely Venezia Tridentina, Venezia Euganea és Venezia Giulia történelmi régiókból áll össze, beleértve az 1945-ben elvesztett Isztriát is. Napjainkban az elnevezést már inkább csak az alkotó három modern olasz régió – Trentino-Alto Adige, Veneto és Friuli-Venezia Giulia – együttesére használják, kivéve Venezia Giulia azon területeit, melyek ma Szlovéniához és Horvátország fennhatósága alatt állnak, valamint Északkelet-Olaszország azon területeit, melyek Emilia-Romagna régióhoz tartoznak.

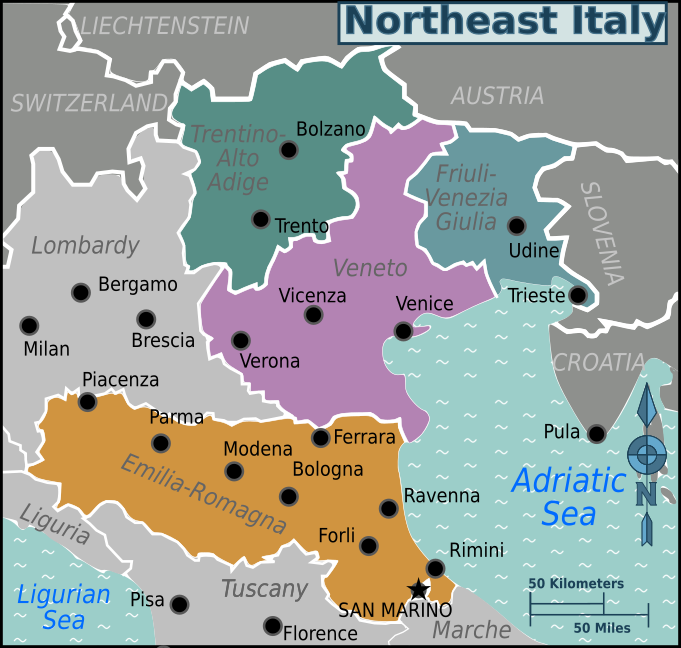
Északkelet-Olaszország (Nord-est): a Triveneto három régiója és Emilia-Romagna

Az észak-olasz dialektusokban a Triveneto elnevezést elterjedten, köznyelvi kifejezésként használják. A dél-olasz dialektusokban (így pl. a nápolyi nyelvben is) az eredeti Tre Venezie kifejezés használata gyakoribb.
A Triveneto / Tre Venezie területe megegyezik az olasz római katolikus egyház Trivenetói egyházrégiójával (Regione ecclesiastica Triveneto), a 16 olaszországi katolikus egyházrégió egyikével.

## Történelme

Az ókori római Regio X Venetia et Histria

Északkelet-Itália területe Ausztria fennhatósága alatt az 1866-os porosz–osztrák–olasz háború előtt

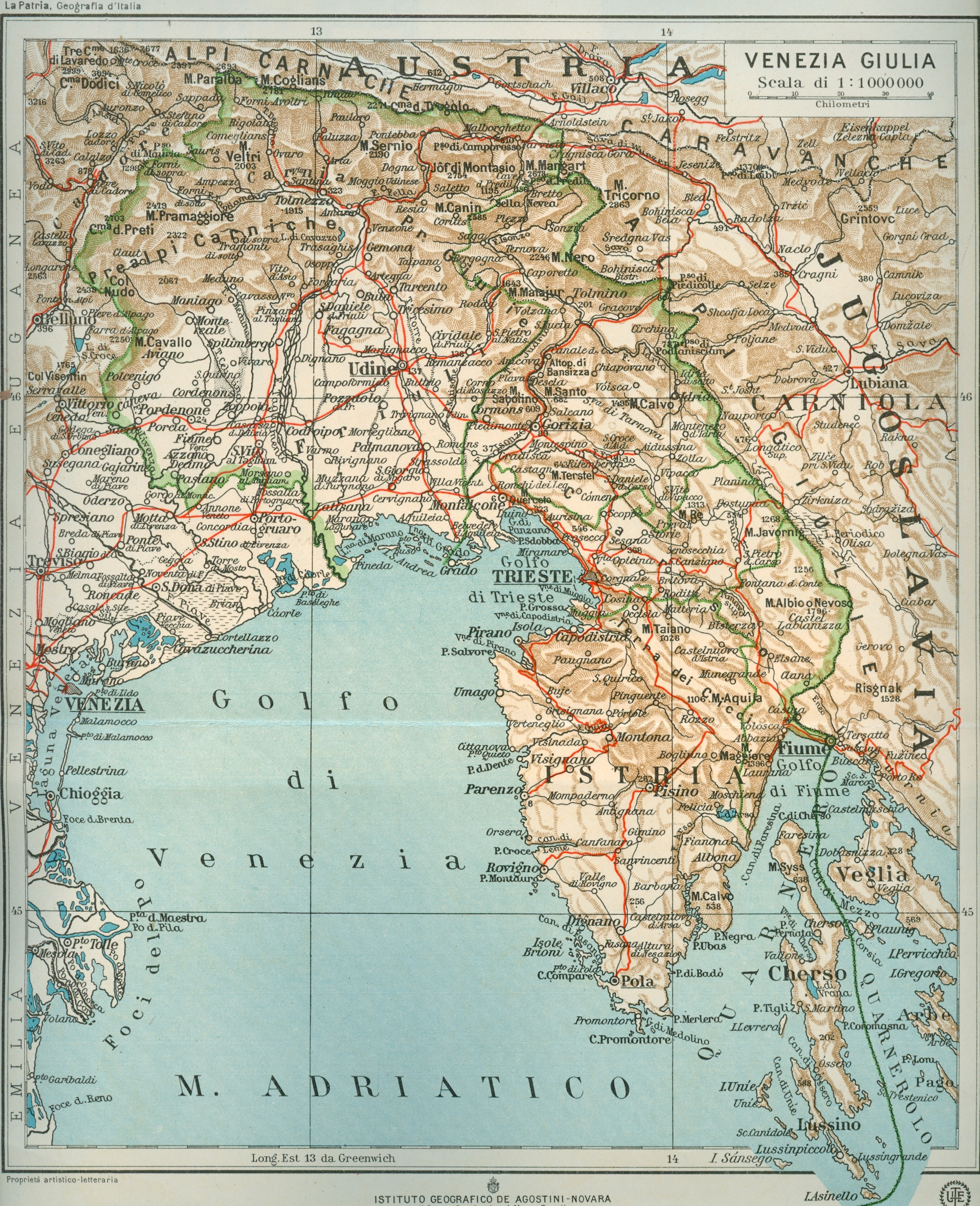
Venezia Giulia (1921)

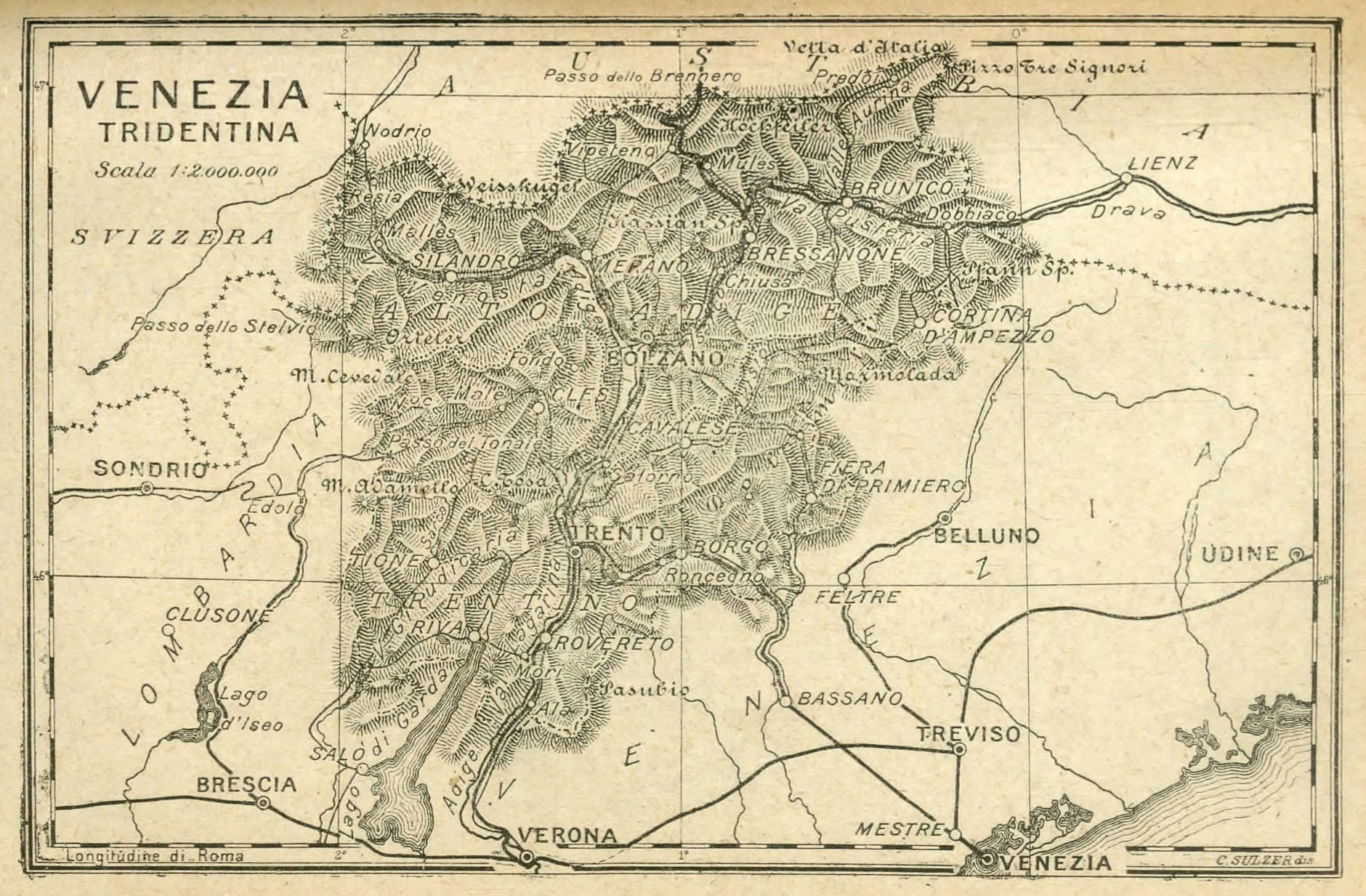
Venezia Tridentina: az 1919-ben Olaszországhoz került Dél-Tirol és Trentino térképe, 1921

A latin „Venetia”, olaszosan „Venezia” (többes számban „Venezie”) történelmi névvel a „venétek országát”, később a Velencei Köztársasághoz tartozó területeket jelölték. Később a venetói nacionalizmus ébredésével ilyen hangzású nevet adtak a Habsburg Birodalom azon területeinek is, amelyekre a Szárd-Piemonti Királyság, majd az Olasz Királyság igényt formált, és idő múltával meg is szerzett.
A „Triveneto” kifejezést Graziadio Isaia Ascoli (1829–1907) gradiscai olasz nyelvész alkotta meg 1863-ban, ekkor még nem irredenta irányultsággal, de azzal a kimondott szándékkal, az összes, valaha Velencéhez tartozott területek kultúrájának olasz voltát kihangsúlyozza és rögzítse. Ascoli egységes, igényformáló nevet („le Venezie”, szó szerint „a Velencék”) kívánt adni a venétek / velenceiek egykori és aktuális területeinek, azaz a következő területeknek: A Trivenetónak („Három Veneziának”) nevezett összes terület 1866-ig teljes egészében, egységesen az Osztrák Császárság fennhatósága alá tartozott, bár alkotórészeinek előtörténete eltérő volt, és 1866 utáni sorsuk is eltérően alakult.
- Venezia Euganea(wd), vagy „Venezia Propria”, azaz „szűkebb Venezia” azaz a történelmi, szoros értelemben vett Venezia a Velencei Köztársaság területét képezte 1797-ig. Ekkor a Campo Formió-i békeszerződés értelmében a Habsburg Birodalomhoz került, majd 1815-ben, a bécsi kongresszus az Osztrák Császárságnak juttatta, a Lombard–Velencei Királyság nevű Habsburg csatlós állam része lett. Venezia Euganea területet magában foglalta Veneto tartományt (később régiót) és Friuli tartományt (a mai Udine megyét és Pordenone megyét). Ascoli írásának idején (1863-ban) „Venezia Propria” egész területe az Osztrák Császársághoz tartozott (az 1815-ös bécsi kongresszus óta, az 1866-os porosz–osztrák–olasz háborút lezáró prágai békeszerződésig. Az ezt követő, olasz nacionalisták által megrendezett, kétes hitelességű venetói népszavazás után az egész tartomány az Olasz Királyság része lett.

- Venezia Tridentina(wd) („Trentói Venezia”), néha „Venetia Retica”, „rét Venezia”) elnevezést az olasz irredenták területi igényük történelmi megalapozására teremtették és használták. A „Trentói Venezia” névvel az olasz többségű Trentinóhoz való tartozást jelezték. A „rét Venezia” névvel az ókori római Raetia provinciára és lakóira, a rét népre(wd) utaltak. Raetia provincia magában foglalta a mai Svájc keleti felét Vorarlberggel együtt, a Felső-Rajna vidékét egészen fel Dél-Bajorországig és a teljes történelmi Tirol tartományt. Az irredenta névadással az olaszok már a 19. század közepén jelezték igényüket „Trentói Veneziára”, amely akkor az Osztrák Császársághoz tartozó történelmi Tirol Grófság – osztrák örökös tartomány – déli részét és Trentino tartományra. Ezek a középkor óta osztrák koronatartományok (Kronland-ok) voltak, amelyeket az első világháború végén az olaszok megszálltak, majd az 1919-es saint-germaini békeszerződés értelmében az Olasz Királyság bekebelezte őket. A modern Veneto régió területe, kisebb korrekcióktól eltekintve, megfelel a történelmi „Venezia Tridentina” területének.

- Venezia Giulia(wd) a Júliai-Alpokról kapta a nevét. Ez a terület, azaz Görz, Trieszt és Isztria, melyek Ascoli írásának idején (1863-ban) az Osztrák Császársághoz tartoztak. (Friuli területe az 1797-es Campo Formió-i békében került át a Velencei Köztársaságtól a Habsburg Birodalomhoz, Görz és Trieszt ezt megelőzően is osztrák örökös tartományok voltak). Az 1866-os szárd–francia–osztrák háború és az 1867-es kiegyezés után az Osztrák–Magyar Monarchia Tengermellék (Küstenland) koronatartományt képezték. Venezia Giulia területét Olaszország az első világháború végén megszállta, az 1919-es saint-germaini béke és az 1920-as rapallói egyezmény értelmében bekebelezte, egy része az új Szerb–Horvát–Szlovén Királysághoz került. A második világháború után a párizsi békeszerződések értelmében Olaszország megtarthatta Triveneto területének legnagyobb részét, de Venezia Giulia területéből az 1947-es olasz–jugoszláv szerződésben át kellett engednie a szocialista Jugoszláviának az Isonzó folyó felső völgyét (Gorizia (Görz) keleti felével, a mai Nova Goricával együtt), valamint Fiume városát, a Karszt régiót, Isztria területének legnagyobb részét. 1947-ben a Trieszt körüli vidéket („A” zónát) és Isztria észak-nyugati részét („B” zónát) egyesítve kialakították a Trieszti Szabadállamot (Territorio libero di Trieste / Slobodan teritorij Trsta), de ez 1954-ben megszűnt: az „A” zónát az Olasz Köztársaság ismét bekebelezte, a „B” zónát átengedte Jugoszláviának (1990 után Horvátországé lett).

## Kulturális és történelmi öröksége
Triveneto sajátossága az Ausztriához tartozás évszázados történelme, az osztrák közigazgatás és kultúra máig ható öröksége, az itt élő népek szoros kapcsolata a szomszédos német és szláv nyelvű népek tömbjeivel. Kultúrájának gyökerei azokból a a népekből erednek, melyek már a Római Birodalom idején (vagy még korábban) itt éltek (az ókori euganei nép, a venétek, a rétek, a carni nép és a ciszalpin gallokhoz tartozó cenomani nép). A középkorban szoros kapcsolatban álltak szomszédaikkal, a Bajor Hercegséggel, az Ottó- és a Száli korszakok délnémet fejedelemségeivel, a Karintiai Hercegséggel (Carantania), az Aquileiai patriarkátussal és kommunával (városi önkormányzattal). Később a Velencei Köztársaság és a Habsburg Birodalom fennhatósága alatt éltek.
Napjainkban (az 1919-es saint-germaini békeszerződés óta) az összes régió hivatalos nyelve az olasz, de a helyi lakosság több más nyelvet is használ anyanyelveként: a velenceit, a friulit, a németet, a ladint, a szlovént és ezek számos dialektusát (nyelvi változatát).
A második világháború utáni évtizedekben (majd a század végén, Olaszország Európai Uniós csatlakozásával összefüggésben) megkötött nemzetközi egyezmények értelmében a német nyelv megyei első hivatalos nyelvvé (lingua ufficiale provinciale) vált Dél-Tirolban (azaz Bolzano autonóm megyében), kisebbségi hivatalos nyelvvé (lingua propria della minoranza) vált egész Trentino-Dél-Tirol régióban; a friuli nyelv kisebbségi hivatalos nyelvvé vált Friuli-Venezia Giulia régióban. Ugyanilyen státuszt kapott a szlovén nyelv Friuli-Venezia Giulia régióban, továbbá a ladin nyelv Veneto és Trentino-Dél-Tirol egyes körzeteiben, ahol az adott nyelvi közösség többséget alkot.

## Területe ma
| Régió                 | Közig. központ | Lakosság (2014) | Terület       | nagyobb városok          |
| --------------------- | -------------- | --------------- | ------------- | ------------------------ |
| Veneto                | Velence        | 4 927 153       | 18 407,42 km² | Velence, Vicenza, Verona |
| Friuli-Venezia Giulia | Trieszt        | 1 227 841       | 7862,30 km²   | Udine, Trieszt           |
| Trentino-Alto Adige   | Trento         | 1 053 205       | 13 605,50 km² | Bolzano, Trento          |
| Triveneto             |                | 7 208 199       | 39 875,22 km² |                          |

## További információ
- L.V. Bertarelli. Le Tre Venézie, 1. edizione, Guida d’Italia (olasz nyelven), Milánó: Touring Club Italiano (TCI) (1920)
- Marina Cattaruzza. L’Italia e il confine orientale (olasz nyelven). Bologna: Il Mulino (2007). ISBN 978-88-15-12166-0